# Saverio D'Aquino
Saverio D'Aquino (Messina, 16 giugno 1928 – Messina, 21 febbraio 1997) è stato un politico e medico italiano.

## Biografia
Medico chirurgo,docente di Oncologia medica al policlinico universitario di Messina e direttore del Polo oncologico situato vicino all'attuale ospedale papardo di Messina creato sotto sua iniziativa fino alla sua morte 

### Parlamentare
Fu eletto per sei legislature alla Camera dei deputati, dove approdò per la prima volta nel 1968 eletto nel collegio "Sicilia 2" con il Movimento Sociale Italiano..
Fu rieletto deputato col MSI sia alle elezioni del 1972 che del 1976; nel gennaio 1977 lasciò il MSI per aderire al gruppo di Democrazia Nazionale.
Nella VII Legislatura, per la sua nuova formazione politica, fu anche vicepresidente del gruppo alla Camera dal dicembre 1976 al maggio 1977. In quelle legislature fu sempre membro della commissione sanità.
Dopo la sconfitta nelle elezioni politiche del 1979 (sua e di Democrazia Nazionale, con nessun eletto in Parlamento), D'Aquino aderì al Partito Liberale Italiano e nel 1983 venne rieletto nella IX, dove fu segretario della commissione istruzione.

### Sottosegretario
La sua ascesa al governo avvenne proprio grazie all'adesione al PLI: nell'agosto 1986 fu chiamato nel II governo Craxi, in qualità di sottosegretario alla Sanità fino all'aprile 1987.
Rieletto con il PLI a Montecitorio nel 1987 (X Legislatura), venne nominato sottosegretario all'Interno consecutivamente in altri sei governi - con Goria, De Mita e Andreotti - consecutivamente dal 1987 al 1992. Rieletto nel 1992 alla Camera, fu ancora sottosegretario all'interno nei governi Amato e Ciampi dal giugno 1992 fino al maggio 1994.; in tale anno conclude la propria esperienza parlamentare.
Scomparve il 21 febbraio 1997 a causa di un tumore al surrene 
Il figlio Antonio fu eletto con Forza Italia deputato all'Assemblea regionale siciliana dal 1996 al 2008, e vi tornò a sedere per pochi mesi nel 2012.